# 布拉德·沃爾
布拉德·沃爾（英語：Brad Wall；1965年11月24日—）是加拿大的一位政治家。自2007年開始，他擔任薩克其萬省的省長。他在1999年當選薩克其萬省的省議員。他的兒子是一位鄉村歌手。